# New Review in Hypermedia and Multimedia
New Review in Hypermedia and Multimedia is een internationaal, aan collegiale toetsing onderworpen wetenschappelijk tijdschrift op het gebied van de informatica. De naam wordt in literatuurverwijzingen meestal afgekort tot New Rev. Hypermedia M. Het wordt uitgegeven door Taylor and Francis Group en verschijnt jaarlijks.